# Iljo Keisse
Iljo Keisse (ur. 21 grudnia 1982 w Gandawie) – belgijski kolarz szosowy i torowy, zawodnik profesjonalnej drużyny Deceuninck-Quick Step. Wicemistrz świata, mistrz Europy.
Do zawodowego peletonu należy od 2005 roku.
Dwukrotnie startował w igrzyskach olimpijskich. W 2004 roku w Atenach zajął 11. miejsce w madisonie, a cztery lata później, w Pekinie był 12. w wyścigu punktowym i czwarty w madisonie.
Dwukrotny medalista mistrzostw świata na torze, zdobywca srebrnego medalu w 2007 roku w wyścigu punktowym i brązowego dwa lata wcześniej w madisonie. W tej ostatniej konkurencji zdobył złoty medal mistrzostw Europy w 2011 roku (razem z Kennym De Ketele).

## Najważniejsze zwycięstwa i sukcesy

### kolarstwo torowe
2001
- 1. miejsce w mistrzostwach Belgii (wyścig punktowy)

2003
- 1. miejsce w mistrzostwach Belgii (wyścig punktowy)
- 1. miejsce w mistrzostwach Belgii (wyścig na dochodzenie)

2004
- 11. miejsce w igrzyskach olimpijskich (madison)
- 1. miejsce w mistrzostwach Europy (do lat 23, madison)

2005
- 3. miejsce w mistrzostwach świata (madison)
- 1. miejsce w mistrzostwach Europy (madison)
- 1. miejsce w mistrzostwach Belgii (wyścig punktowy)

2006
- 1. miejsce w mistrzostwach Belgii (wyścig punktowy)
- 1. miejsce w mistrzostwach Europy (keirin)

2007
- 2. miejsce w mistrzostwach świata (wyścig punktowy)
- 2. miejsce w mistrzostwach Europy (keirin)
- 1. miejsce w mistrzostwach Belgii (wyścig punktowy)
- 1. miejsce w mistrzostwach Belgii (madison)

2008
- 12. miejsce w igrzyskach olimpijskich (wyścig punktowy)
- 4. miejsce w igrzyskach olimpijskich (madison)
- 1. miejsce w mistrzostwach Belgii (wyścig punktowy)
- 1. miejsce w mistrzostwach Belgii (madison)
- 1. miejsce w mistrzostwach Europy (madison)

2009
- 1. miejsce w mistrzostwach Belgii (wyścig punktowy)
- 1. miejsce w mistrzostwach Belgii (madison)

2010
- 1. miejsce w mistrzostwach Belgii (scratch)
- 1. miejsce w mistrzostwach Belgii (madison)
- 1. miejsce w mistrzostwach Belgii (keirin)

2011
- 1. miejsce w mistrzostwach Europy (madison)

### kolarstwo szosowe
2006
- 6. miejsce w Tour of Britain

2012
- 1. miejsce na 7. etapie Tour of Turkey

2015
- 1. miejsce na 21. etapie Giro d'Italia